# Anisus iturupensis
Anisus iturupensis е вид коремоного от семейство Planorbidae.

## Разпространение
Видът е разпространен в Русия (Курилски острови).